# Tmarus variatus
Tmarus variatus là một loài nhện trong họ Thomisidae.
Loài này thuộc chi Tmarus. Tmarus variatus được Eugen von Keyserling miêu tả năm 1891.